# Estheria iberica
Estheria iberica är en tvåvingeart som beskrevs av Estheria 2003. Estheria iberica ingår i släktet Estheria och familjen parasitflugor.
Artens utbredningsområde är Spanien. Inga underarter finns listade i Catalogue of Life.